# Epidendrum farallonense
Epidendrum farallonense là một loài thực vật có hoa trong họ Lan. Loài này được Hágsater mô tả khoa học đầu tiên năm 1999.